# Truus van der Plaat
Truus van der Plaat (Geldermalsen, 11 mei 1948) is een wielrenner uit Nederland.
Bij het wereldkampioenschap wegwielrennen in 1975 behaalde Van der Plaat een vierde plaats. In 1978 werd zij Nederlandse kampioenschappen baanwielrennen op het onderdeel sprint. In 1979 behaalde ze een zilveren medaille bij de wereldkampioenschappen baanwielrennen dat in Amsterdam werd verreden.